# Zebrula

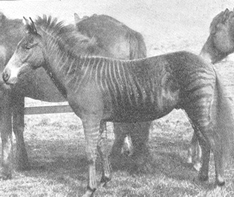
Zebrula. Zdjęcie z 1899 roku

Zebrula (ang. zorse od zebra+horse, fr. zébrule od zèbre+mule) – zebroid, mieszaniec międzygatunkowy ogiera zebry i klaczy konia domowego (w przeciwieństwie do rzadziej spotykanej hebry – potomka ogiera konia i klaczy zebry). Jak większość bastardów, zebrule są bezpłodne.
Zebrule swoim kształtem są bardziej zbliżone do konia niż do zebry. Mają wyraźne pręgowania na zadzie i udach, czasem na bokach ciała i na karku. Niektóre osobniki bywają nazywane złotymi zebrami ze względu na obecność czarnych pręg na gniadej sierści. Ten rodzaj umaszczenia jest uzależniony od barwy rodziców. Z tego powodu do krzyżowania wykorzystywane są zwykle konie ciemnej maści. Oryginalne umaszczenie przyniosło rozgłos zebroidowi o imieniu Eclyse – w polskich mediach nazywanemu zebrulą, choć jest to hebra – potomek uzyskany poprzez skrzyżowanie ogiera konia domowego z klaczą zebry Chapmana.
Pierwszą zebrulę uzyskał Lord Morton w 1815 roku. Rodzicami byli ogier kwaggi i klacz rasy arabskiej. Ich potomek miał trzy pasy na grzbiecie i ciemne obramowania wokół kolan. Zebrula została opisana przez Darwina w pracy O pochodzeniu gatunków („On the Origin of Species”, 1859). Kolejne zebrule były uzyskiwane w XIX, XX i XXI wieku.
Popularność tych mieszańców rośnie na całym świecie. Są chętnie wykorzystywane przez ludzi jako zwierzęta juczne i wierzchowe, ponieważ są znacznie spokojniejsze od zebr. Nadal jednak zachowują wiele cech swoich dzikich rodziców i nie są polecane niedoświadczonym użytkownikom. Mają silny temperament i mogą być agresywne.